# Borisz Mihajlovics Saposnyikov
Borisz Mihajlovics Saposnyikov (oroszul: Борис Михайлович Шапошников; Zlatouszt, 1882. október 2. – Moszkva, 1945. március 26.) szovjet katonatiszt, a Szovjetunió marsallja, hadtudós és politikus.

## Ifjúsága és a cári hadsereg
Saposnyikov Zlatousztban, Cseljabinszk környékén született az Urál-hegységben. Az apai nagyapja orenburgi kozák volt. A család a helyi körülményeket tekintve viszonylag jómódúnak számított (Saposnyikov apja szeszfőzdében dolgozott, az édesanyja pedig tanítónő volt), annyira azonban mégsem, hogy Saposnyikov a szívének kedves tantárgyakat (történelem, irodalom, nyelvek) tanulhassa tovább. Így (Tuhacsevszkijhez hasonlóan) nála is kényszerű választás volt a katonai pálya: ott ugyanis nem kellett tandíjat fizetni.
Saposnyikov 1901-ben lépett be kadétként a cári hadseregbe. Bár már 1900-ban felvételizett oda, betegsége miatt nem tudott elmenni a felvételi vizsgára, így egy évet otthon, a szülővárosában dolgozott, könyvelőként. 1903-ban végezte el az Alekszejev Katonai Iskolát a Moszkva melletti Lefortovóban, és (ismét csak Tuhacsevszkijhez hasonlóan) az a megtiszteltetés érte, hogy maga választhatta ki leendő szolgálati helyét. Az ifjú tiszt többet is megjelölt, köztük Taskentet is – 1903-ban így került az 1. turkesztáni lövész zászlóaljhoz. Bár rendkívül keveset keresett, és törékeny egészségének sem tett jót az éghajlat, lelkesen vetette bele magát a munkába; első állomáshelyén katonaként és vezetőként is sokat fejlődött.
1907-ben felvették a szentpétervári, II. Miklós nevét viselő katonai akadémiára, amelyet 1910-ben fejezett be. Miután végzett, visszakerült korábbi állomáshelyére, Turkesztánba. Pályafutása innentől szinte töretlenül ívelt felfelé. A Turkesztáni Katonai Körzet vezetője, Alekszandr Szamszonov tábornok hamar felfedezte a fiatal, tehetséges tisztet, és a támogatásával Saposnyikov akadémiai karrierje is elkezdődött: nagy sikerű előadást tartott a körzet többi katonai vezetője előtt, amelyet továbbiak követtek.
1912-ben áthelyezését kérte arra hivatkozva, hogy nagyobb szabású hadijátékok segítségével növelhesse tapasztalatait, de kérésében valószínűleg nagy része volt a Turkesztánban szerzett maláriájának is – a betegség egész életében elkísérte. Így került – immár századosként – a lengyelországi Częstochowába, a 14. lovashadosztályhoz. Itt érte (emlékiratai alapján teljességgel váratlanul) az első világháború, ahol „élesben” bizonyíthatta rátermettségét.
1917 októberében ezredessé, valamint a kaukázusi gránátos hadosztály 16. mingréliai gránátosezredének élére nevezték ki. Alig két hónappal később, 1917 decemberében a már forradalmi lázban égő katonai bizottsági küldöttek őt választották meg hadosztályparancsnoknak. Itt egy kis hiátus következik katonai pályafutásában: 1918 márciusában ugyanis valamilyen súlyos betegség miatt kórházba került, és leszerelték; ezután törvényszéki írnokként talált magának munkát. Saposnyikov ekkor a hozzá hasonló rendfokozattal rendelkező tisztektől szokatlan módon az oroszországi polgárháború mellé állt: 1918 áprilisában önként jelentkezett a Vörös Hadseregbe, ahová májusban nyert felvételt. 1918 júniusában ugyan több társával együtt rövid időre a fehérek fogságába esett, akik próbálták meggyőzni arról, hogy álljon át hozzájuk, ám Saposnyikov hajthatatlan maradt. A kocka ezzel el volt vetve.

## A Vörös Hadsereg vezérkarában

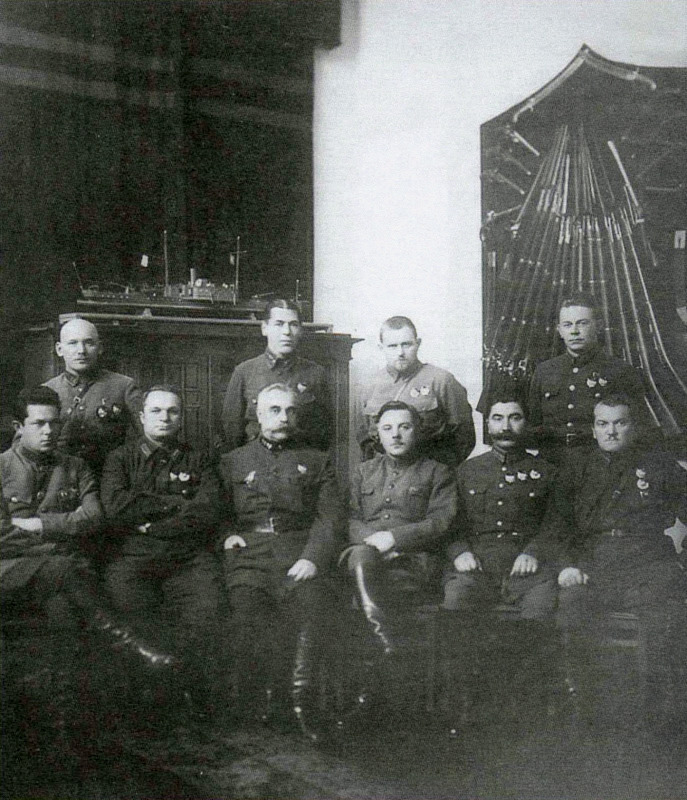
A Szovjetunió Forradalmi Katonai Tanácsának tagjai 1927 decemberében. Első (ülő) sor (balról jobbra): Iona Jakir, Alekszandr Jegorov, Szergej Kamenyev, Kliment Vorosilov, Szemjon Bugyonnij, Mihail Levandovszkij; második (álló) sor: Konsztantyin Avkszentyevszkij, Borisz Saposnyikov, Ivan Belov, Ijeronyim Uborevics

Saposnyikov jelentős szerepet töltött be az éppen formálódó Vörös Hadsereg elméleti és gyakorlati alapjainak lerakásában, hiszen azon tisztek maroknyi csoportjába tartozott, akik tényleges katonai kiképzésben részesültek. Mint képzett és valódi harctéri tapasztalatokkal rendelkező szakember, villámgyorsan megtalálta az őt megillető helyet: azonnal törzstiszt lett, és lényegében minden, a Vörös Hadsereg által végrehajtott hadművelet megtervezésében részt vett, például 1920-ban Gyenyikin vagy Vrangel báró ellen. Erőfeszítéseiért 1921-ben megkapta a Vörös Zászló érdemrendet.
1919-ben megismerkedett Frunzével, és a polgárháború során több ízben is sikeresen együttműködött vele. 1921-től 1924-ig Pavel Lebegyev tábornok, majd 1924–1925-ben (Tuhacsevszkij mellett) Frunze egyik helyettese volt a Vörös Hadsereg éppen szerveződő központi törzsében, amelynek szellemiségét nagyobbrészt Tuhacsevszkij, kisebbrészt az ő addigi művei inspirálták. 1925-ben kinevezték a Leningrádi Katonai Körzet parancsnokává (ami – a körzet jelentőségét tekintve – igen nagy elismerésnek számított egy párton kívüli, a cári hadseregben nevelődött főtiszt számára), majd 1927–28-ban a Moszkvai Katonai Körzet vezetőjévé. 1928 elejétől 1931 júniusáig vezérkari főnökként működött (ebben a minőségben először – a Moszkvai Katonai Körzet parancsnokságával is azért bízhatták meg, hogy „kéznél legyen”). Erre az időszakra esett a pártba való belépése is: 1930. szeptember 28-án nyújtotta be belépési kérvényét, amelyet a XVIII. pártkongresszuson hagytak jóvá, a kötelező próbaidőszak teljesítése (tagjelöltség) nélkül.
1931–32-ben rövid időre (júniustól februárig) kegyvesztetté vált: állítólag azért, mert egy, a polgárháborús hadműveleteket ismertető cikkében a kelleténél jobban dicsérte Trockijt. Erre az időre a katonai vezetők „elfekvőjébe”, a Volgai Katonai Körzetbe küldték. 1932 elején azonban ismét tárt karokkal fogadták, és rá bízták a Moszkvában működő Frunze Katonai Akadémia vezetését. Az akadémiát szinte felvirágoztatta; előadásain Sztálin, Molotov és Vorosilov is rendszeresen részt vett. Az intézmény élén végzett munkájáért 1935 májusában professzori címet kapott.
Az 1935-ös év ismét a Leningrádi Katonai Körzet élén találta, 1937. május 11-én pedig másodszor is vezérkari főnök lett; ebben a minőségben a Tuhacsevszkij-per második hullámában letartóztatott és 1939-ben a börtönben meghalt marsallt, Alekszandr Jegorovot váltotta. (Noha a lehetőségei vezérkari főnökként korlátozottak voltak, a soron következő nehéz években helyt állt ebben a szerepben, és sok tehetséges tisztet – több későbbi marsallt: Bagramjant, Grecskót, Mereckovot, Vaszilevszkijt, illetve később sikeres parancsnokot: Csernyahovszkijt és Vatutyint – nevezett ki főparancsnoknak, ellensúlyozandó Sztálin, Mehlisz és Vorosilov szakmailag ártalmas ténykedését.) Az 1937-es év azonban nagy próbatétel volt neki és az egész Vörös Hadseregnek: a jezsovscsina fősodra elérte a katonaságot, és kíméletlen pusztításba kezdett. Ennek első felvonása volt „a tábornokok pere”, más néven „a Tuhacsevszkij-ügy” is, amelynek során a Vörös Hadsereg nyolc prominens főtisztjét (Robert Eideman, Borisz Feldman, Iona Jakir, Avguszt Kork, Vitalij Primakov, Vitovt Putna, Mihail Tuhacsevszkij és Ijeronyim Uborevics) 1937 májusa során letartóztatták, Moszkvába szállították, trockista, szovjetellenes tevékenységgel, illetve a náciknak való kémkedéssel vádoltak meg, megkínoztak, majd egy titkos per során bíróság elé állítottak, és halálra ítéltek. Az ítéletet meghozó nyolcfős katonai bíróságban Saposnyikov is ott ült. A tisztogatás őrült mértékét jól mutatja, hogy a 30-as évek végére a nyolc bíróból (Jakov Alksznisz, Ivan Belov, Vaszilij Blücher, Szemjon Bugyonnij, Pavel Dibenko, Jeliszej Gorjacsev, Nyikolaj Kasirin, Borisz Saposnyikov, illetve Vaszilij Ulrich) Saposnyikovon kívül csak Bugyonnij és Ulrich maradt életben.

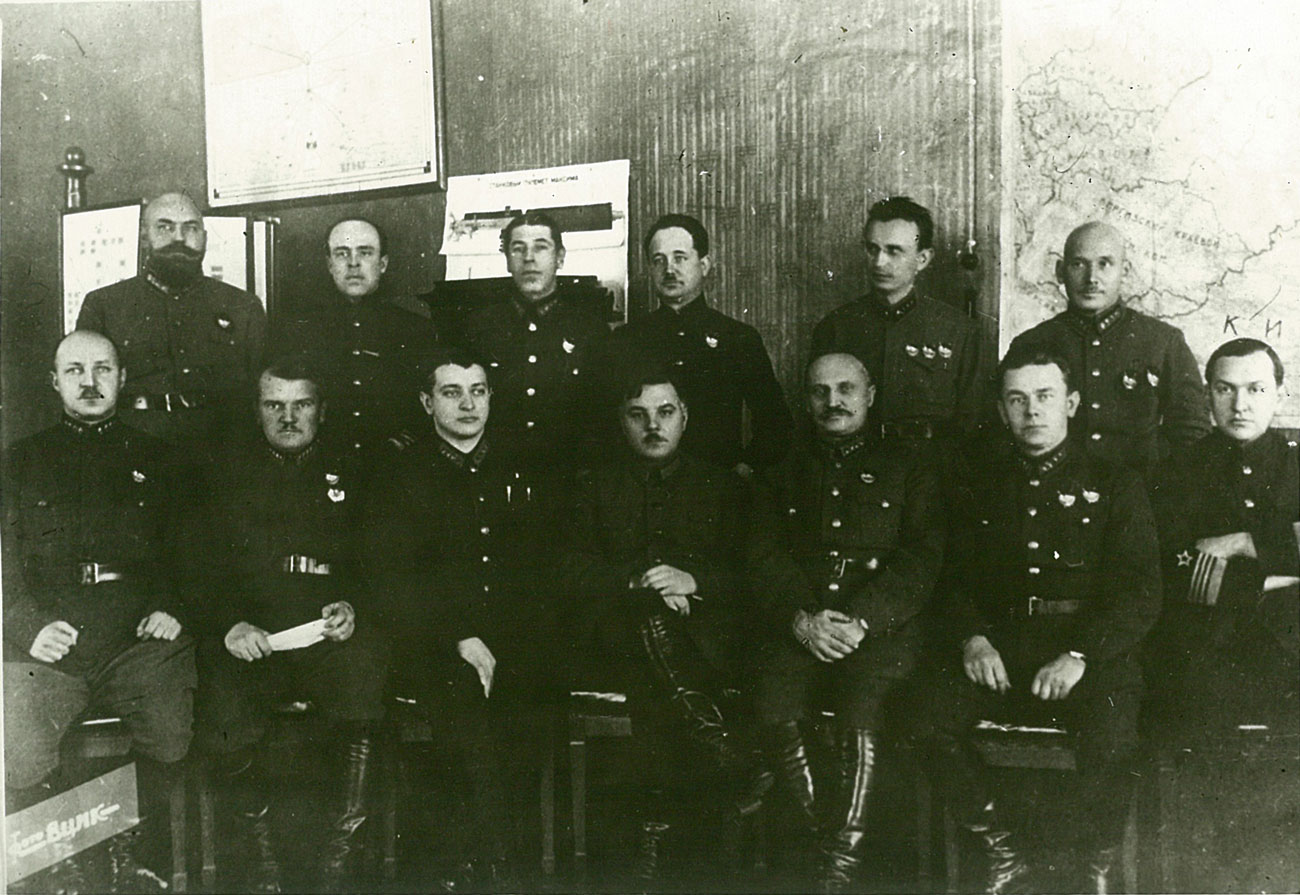
A Vörös Hadsereg katonai körzeteinek vezetői találkozója. Ülnek (balról jobbra): Georgij Bazilevics, Mihail Levandovszkij, Mihail Tuhacsevszkij, Kliment Vorosilov, Nyikolaj Petyin, Avguszt Kork, Vlagyimir Orlov. Állnak (balról jobbra): A. V. Pavlov, Mihail Viktorov, Borisz Saposnyikov, Alekszandr Vekman, Ijeronyim Uborevics, Konsztantyin Avkszentyevszkij

1938-ban Saposnyikov új szerepkörben: diplomataként mutatkozott be. A csehszlovák válság során ott volt a szovjet küldöttségben – nem rajta múlott, hogy a tárgyalások eredménytelenül végződtek. 1939 augusztusában részt vett a (szintén meddő) angol–francia–szovjet tárgyalásokon, augusztus 23-án pedig jelen volt a(z egész nyugati világot megdöbbentő és felháborító) Molotov–Ribbentrop-paktum aláírásánál.
1939-ben elkészítette Finnország megszállásának egyik lehetséges, igen professzionális tervét – a másik terv Kirill Mereckovtól származott. Saposnyikov terve szerint (amely Vorosilov támogatását élvezte) elhúzódó háborúra és komoly fegyveres ellenállásra kellett számítani, míg Mereckov terve villámháborúval és gyors, néhány hónapos sikerrel kecsegtetett. Sztálin az utóbbi tervet fogadta el. Az ennek nyomán kialakuló elhúzódó téli háború Saposnyikovot igazolta, és szovjet szempontból abszolút kudarccal végződött, emellett pedig az addig szinte kifogástalan pedigréjű Vörös Hadsereg nemzetközi jó hírét is megtépázta. A háború eredményeként Sztálin egy furcsa indoklással leváltotta a vétlen Saposnyikovot a vezérkar éléről – a helyére pedig a katasztrofális háborús terv kidolgozóját, Mereckovot nevezte ki.
Saposnyikov a nyugati határ védelmi megerősítését kapta feladatául. Bár próbálta meggyőzni Sztálint arról, hogy ide csoportosítsák a Vörös Hadsereg haderejének jelentős részét, mivel Hitler várhatóan ebből az irányból indít majd támadást, kérése ismét süket fülekre talált. Sztálinnak meggyőződése volt, hogy Hitler elsősorban a Grúzia környéki olajmezőket kívánja majd elfoglalni, hogy legyen üzemanyag-tartaléka, így oda koncentrálta a hadseregeit. A történelem megint Saposnyikovot igazolta – a Barbarossa hadművelet során a nyugat felől támadó német hadsereg szinte hetek alatt felmorzsolta a felkészületlen, soványka szovjet haderőt, és hatalmas területeket foglalt el.
Saposnyikov 1940. május 7-én Szemjon Tyimosenkóval és Grigorij Kulikkal együtt a Szovjetunió marsallja lett.

## A második világháborúban

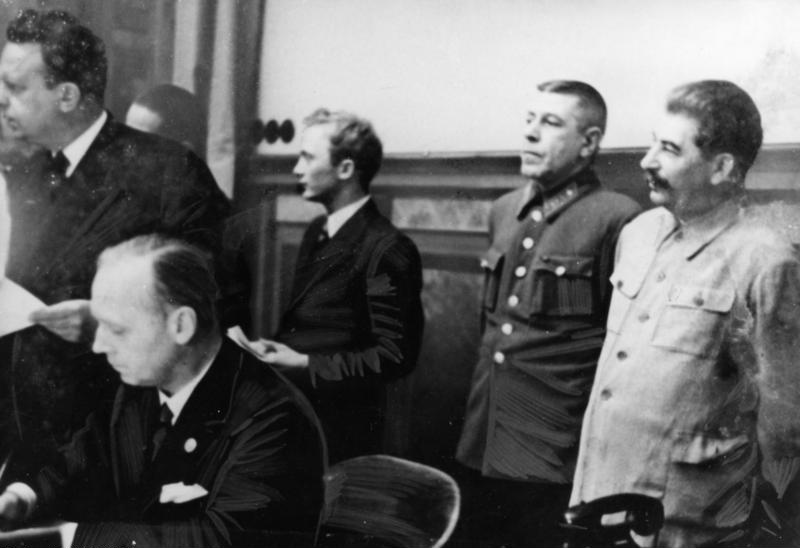
A Molotov–Ribbentrop-paktum aláírása. Fent, balról jobbra: Alekszej Skvarcev, a Szovjetunió berlini nagykövete; Vlagyimir Pavlov, Sztálin tolmácsa; Saposnyikov és Sztálin. A kép bal alsó sarkában Joachim von Ribbentrop birodalmi külügyminiszter látja el kézjegyével a dokumentumot

A Szovjetuniót és a Vörös Hadsereget megbénító és harcképtelenné tévő német offenzíva első hullámával a szovjet hadvezetés Saposnyikov személyes részvételével tudott csak megbirkózni: 1941 júniusában Sztálin őt (és Kulikot) küldte a Nyugati Front seregeihez, azaz őrájuk bízta a megbénult, nagyrészt megsemmisült és szétszóródott seregmaradékok összeszervezését, ütőképessé tételét. Június 22-én éppen Minszkben tartózkodott, amikor a várost bombázni kezdték. Miután sikerült konszolidálnia a helyzetet, Sztálin ennél is megterhelőbb, embert próbálóbb feladattal bízta meg: 1941 júliusában ismét őt nevezte ki a Vörös Hadsereg vezérkari főnökévé. Erre az időszakra esett többek között a moszkvai csata (német nevén Tájfun hadművelet), amely miatt a vezérkar egy speciális páncélozott vonaton elhagyni kényszerült Moszkvát, mindössze egy maroknyi hadműveleti csoportot hagyva hátra. A vezérkar többi része (így maga Saposnyikov is) ez idő alatt a hátországban szervezett tartalék vezetési pontot arra az esetre, ha a főváros elesne. Egy hónappal később immár ismét Moszkvában készültek a legnagyobb titokban az ellencsapásra. A gondos előkészületeknek meglett a gyümölcse, és megvalósult a lehetetlen – az ország belsejéből sikerült ütőképes, jól felszerelt hadsereget összetoborozni, majd Moszkva alá vezényelni. A sikeres ellencsapás, a német hadsereg moszkvai veresége a Barbarossa terv kudarcát és a hadiszerencse megfordulását is előrejelezte.
1942 májusára azonban a túlterhelt Saposnyikov gyakorlatilag összeomlott, és maga kérte más pozícióba való áthelyezését. Kérését teljesítették: onnantól az ő feladata volt a háború krónikájának elkészítése a katonai főiskolák számára. Ebben az időben született meg a moszkvai csatáról szóló monumentális, háromkötetes munkája. Minden szorgalmával azon igyekezett, hogy átadja és rendszerezze ismereteit – ő maga is érezte, hogy nagybeteg. 1943 júniusától 1945. március 26-ig a Vorosilov Katonai Akadémia igazgatójaként dolgozott, ahol még ágyban fekvő betegként is folytatta munkáját.
Borisz Mihajlovics Saposnyikov 1945. március 26-án, hosszú szenvedés után, tüdőgümőkórban halt meg Moszkvában, mindössze 42 (más számítások szerint 44) nappal a háborús győzelem előtt. Ő volt az egyetlen, a világháború alatt elhunyt szovjet marsall. Hamvait a Kreml Fala Nekropoliszban helyezték örök nyugalomra.

## Hadtudományi munkássága

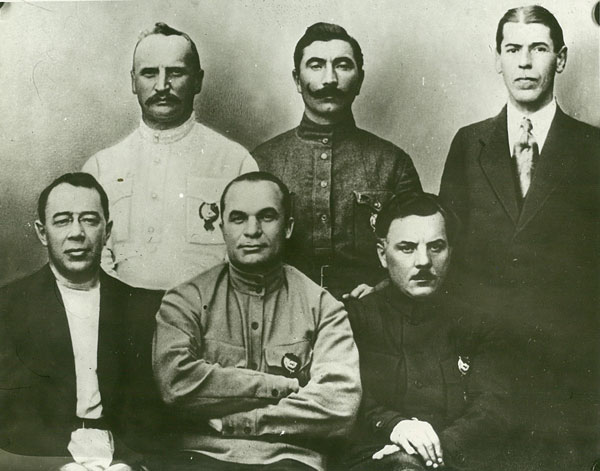
Saposnyikov az első lovas hadsereg vezetőinek társaságában, 1921-ben. Ülő sor (balról jobbra): Szergej Guszev, Alekszandr Jegorov, Klim Vorosilov. Álló sor (balról jobbra): Nyikolaj Petyin, Szemjon Bugyonnij, Borisz Saposnyikov. A felvétel egy nagyméretű csoportkép retusált példánya, és többféle változatban is ismert

- 1923-ban jelent meg első, nagyobb visszhangot kapott tanulmánya, A lovasság (Konnyica, Конница). A szerző részletesen elemezte a lovasság szerepét a nagy háborúban, és kitért a fegyvernem jövőbeli hasznára is. A mű később tananyaggá vált.[72] Megállapításait kitörő örömmel fogadta a régi lovas katona, Bugyonnij és a népbiztos Vorosilov is – Tuhacsevszkij azonban nem. Innentől datálható a Vörös Hadsereg tisztikarának kettészakadása: a „lópártiak” (konzervatívok) szószólója Vorosilov,[j 17][51] míg a „géppártiak” (reformerek) vezetője Tuhacsevszkij lett.[18][73][j 18][74] (Az 1937-ben kezdődő hadseregbeli tisztogatás elsősorban a reformereket sújtotta.)
- 1924-ben Saposnyikov tanulmányt kívánt írni a szovjet fél számára jelentős kudarccal zárult lengyel–szovjet háborúról – reagálva a háború egyik parancsnoka, az ifjú Tuhacsevszkij 1923-ban megjelent, A visztulai hadjárat (Pohod za Viszlu, Поход за Вислу)[75] című munkájára.[76] A tanulmány végül kinőtte eredeti megjelenési helye, a Voennij Vesztnyik katonai periodika kereteit, és önálló kötetként látott napvilágot A Visztulánál (Na Viszle, На Висле) címmel. A szerző a tanulmány elkészítéséhez elsőként használt fel tudományos célokra frontdokumentumokat (telefonbeszélgetések átiratait, napiparancsokat, direktívákat stb.).[72] A kötet különösen az 1937-ben kezdődő tisztogatások fényében fontos: mivel Saposnyikov kritikus véleményt fogalmazott meg Tuhacsevszkijjel szemben (annak ellenére, hogy ezt akkor még pártatlanul, nem a Sztálinnak való megfelelés kedvéért tette[77]), „jó pontot” szerzett a hadjárat kudarcáért részben felelős Sztálinnál,[18] aki sosem tudta megbocsátani Tuhacsevszkijnek, hogy nyilvánosan (bár jogosan) bírálta őt. Nagyon is lehetséges, hogy Saposnyikov 1937-es titokzatos életben maradásához ez a tanulmány volt az egyik kulcs.
- 1927–29-ben jelent meg Saposnyikov háromkötetes főműve, A hadsereg agya (Mozg armii, Мозг армии). Eredetileg négykötetesnek szánta, de a negyedik, a vezérkarnak a háború tervezésében betöltött szerepével foglalkozó rész sosem készült el.[78] A könyv akkoriban nagynak számító, 5000-es példányszámban jelent meg, és rendkívül gyorsan elfogyott.[79] (1974-ben szemelvényes kiadásban ismét megjelent.[78]) Sztálin maga is kapott belőle saját példányt, egyedi kötésben, dedikálva, de (bár értékesnek tartotta) fanyalgott rajta.[80] Valódi hasznát csak a második világháborúban újraolvasva ismerte fel, és akkor több gondolatát hasznosította is. A katonai vezetés „régimódinak” számító részére (Sztálinra, Bugyonnijra, Scsagyenkóra, Vorosilovra) a mű nem gyakorolt mély hatást,[81] a fiatal generáció azonban tanulmányozta és magáévá tette (pl. Vaszilevszkij[82]), de legalábbis vitába szállt vele (pl. Zsukov[83]). A mű mindenesetre élénk visszhangot keltett mind otthon, mind külföldön,[82][79] és bekerült a klasszikusok közé.[80] Mivel összefoglaló, monumentális terjedelmű műről van szó, nehéz lenne néhány mondatban leírni, mi mindenről értekezett benne Saposnyikov. Alapjául Franz Conrad von Hötzendorf, az Osztrák–Magyar Monarchia utolsó vezérkari főnökének 3000 oldalas emlékirata, valamint Alekszandr Szvecsin volt cári ezredes nézetei, illetve a velük való vitázás szolgált.[84] A műben Saposnyikov kitért a korábbi vezérkari rendszerre és annak hiányosságaira; jellemezte az ideális vezérkari tisztet és a munkakör betöltéséhez szükséges ismereteket;[j 19] látnoki megjegyzéseket fűzött a hadsereg, a háborúk és a gazdaság szétválaszthatatlan kapcsolatához;[j 20][85][86] kitért a mozgósítás folyamatára és problematikájára;[j 21][87] valamint szóba hozta a hadsereg és a politika összefüggéseit is (ez utóbbival kapcsolatban igen kompromisszumkészen és megengedően nyilatkozott[88] a mű többi, jóval kategorikusabb, határozottabb megállapításához képest).[89][90] És bár a megírása óta hosszú idő telt el, sok benne megfogalmazott gondolat a mai napig érvényes. Magyarul mind a teljes,[91] mind a szemelvényes kiadás[92][93] napvilágot látott.
- A katonai és tudományos munka mellett Saposnyikov alighanem tanítani szeretett a legjobban, bár a hármat esetében aligha lehet szétválasztani. Két alkalommal is volt a legmagasabb szovjet katonai akadémia igazgatója: 1932–35-ben a Frunze Katonai Akadémiát, 1943–45-ben pedig a Vorosilov Katonai Akadémiát vezette. A Frunze Akadémián korszerűsítette az oktatást, a tananyagokat, elmélyítette a tanszékeken folyó tudományos munkát, és ügyelt a szakszerű oktatói állomány kinevelésére és kinevezésére.[30] A tantervet is módosította: kiemelt tantárgy lett a műveleti és taktikai ismeretek átadása, és a gyakorlati tárgyak száma is megnőtt.[31] Munkájának gyümölcseként az akadémia Lenin-rendet, Saposnyikov maga pedig professzori címet kapott. A Vorosilov Akadémia élére háborús időben nevezték ki. Az intézmény meghallotta az idők szavát: a cél az volt, hogy a legrövidebb idő alatt a lehető legtöbb kompetens, hadra fogható parancsnokot nevelje ki. Ez sikerült is: több száz főtiszt került ki onnan egyenesen a frontra, és állt helyt a világháborúban.[70] Saposnyikov emellett elérte, hogy a tanterv is alkalmazkodjon a háborús igényekhez: a kevésbé fontos elméleti tárgyak helyett hadijátékokat tartott,[j 22][94] rendszeresen elemezte hallgatóival a sikeres és sikertelen hadműveleteket, az oktatókat kiküldte a frontra, és arról sem feledkezett meg, hogy elkészítse a békeidőben használható tantervet.[69]

## Érdekességek Saposnyikovról
- Már fiatalkorában törékeny volt az egészsége: tyúkmelle miatt az sem volt biztos, hogy alkalmas lesz katonának,[95] emellett pedig a korra jellemző tüdőbetegség is kínozta. A bajt az állandó dohányzás is tetézte:[9] idősebb korára gyakorlatilag asztmás lett, és alig kapott levegőt.[96] A látása is megromlott. Turkesztánban szerzett maláriája miatt – amit a fia, Igor Boriszovics (1918–1991) is örökölt tőle – pedig több ízben külföldre kellett utaznia, gyógykezelésre.[j 23][97]
- Jó külsejű,[j 24][31] viszonylag (az önéletrajza szerint 175 cm[95]) magas, elegáns,[j 25][98] bár nem túl fotogén férfi volt. Haját egész életében a 20-as évek férfidivatjának megfelelően brillantinozta, és középen szétválasztva hordta.[99] Bőre a maláriától idővel megsárgult, a fájdalomtól (és a rendkívül alacsony Sztálin iránti kényszeres tiszteletadás jeleként) pedig görnyedten járt. Így, bár majdnem fél évtizeddel fiatalabb volt a generalisszimusznál (aki ennek ellenére nagyapónak csúfolta[80]), utolsó éveiben jóval idősebbnek tűnt nála.[j 26][100]
- Mind műveltségével, mind magatartásával a klasszikus cári iskolát képviselte.[j 27][101] (Tanítványaival kapcsolatban Sztálin maga kezdte alkalmazni a „Saposnyikov-iskola” kifejezést, ami a főnök szájából a legnagyobb elismerésnek számított.[71][102]) Bár viselkedését sokan arisztokratikusnak,[j 28][103] sőt egyenesen lenézőnek vélték,[104] a többség, elsősorban a saját köre előzékeny, finom és udvarias emberként emlékszik vissza rá, aki soha nem emelte fel a hangját. Szinte mindenkit golubcsiknak (klasszikus magyar fordításban „galambocskám”, mai szóhasználattal inkább „kedves barátom”) szólított,[j 29][52] és egyetlen hangsúllyal képes volt kifejezni a rosszallását.[j 30][105]
- Rendkívül művelt ember volt, a nyelvtudása pedig szinte páratlan, különösen a tisztogatás utáni tisztikar tagjai között. A felsőfokú katonai tanulmányokhoz szükséges francia[j 31][10] és német nyelv mellett[106] többek között baskírul[4] és lengyelül[6] is tudott. Szenvedélyesen szeretett olvasni,[j 32][107] a történelem iránti érdeklődés pedig egész életében elkísérte.
- Munkabírása és munkaszeretete,[j 33][108] kötelességtudata és fegyelmezettsége egyaránt legendás volt – beosztottjai visszaemlékezéseiben ezek a kifejezések szinte kivétel nélkül megjelennek. Már lengyelországi éveiben, az első világháború hajnalán igen sokat dolgozott.[j 34][12] Ez a későbbiekben csak fokozódott: amikor 1941-ben ismét vezérkari főnök lett, legfeljebb napi 2-3 órát aludt.[66] És bár 1942. májusi lemondása után az Állami Honvédelmi Bizottság írásban kötelezte rá, hogy napi 5-6 óránál többet ne dolgozzon,[68][j 35][17] a marsall ezt természetesen képtelen volt betartani. Munkavégzésére egyébként jellemző volt, hogy olvasás nélkül semmit sem írt alá, és szakmai véleményéhez akkor is ragaszkodott, amikor azt elutasították (ez sajnos igen gyakran előfordult vele, szinte mindig katasztrofális következményekkel), viszont soha nem tiltakozott ellene, és fegyelmezetten vette tudomásul, ha felülbírálták. Meg volt róla győződve, hogy az idő őt igazolja majd – sovány vigasz lehetett számára, hogy ez valóban gyakran megesett.[100][71]
- Teljességgel apolitikus[109] (más történészek szerint politikailag semleges[110]) volt. Ennek biztosan volt két jele: az egyik maga A hadsereg agya, amelyben a szerző a politikai feladatokat jelképesen a komisszárok és rajtuk keresztül a kormány kezébe adja (ilyenformán meggyengítve a főparancsnokság szuverenitását[111]) – ennek a megosztott, sőt alárendelt működésnek már az 1924-ben megjelent A Visztulánál című munkában is megvolt az előképe.[112] Az apolitikusság másik tanújele a kései párttagság. Saposnyikov, bár kiválóan ismerte és alkalmazta a marxista–leninista retorikát, egyértelműen nem óhajtott politikai hatalomhoz jutni. Sztálin és köre ezt egyszerre tarthatta érthetetlennek és lenyűgözőnek. Saposnyikovot magát pedig naivnak, de megbízhatónak.
- Személyiségét a visszaemlékezések alapján igen nehéz megragadni. Egyértelmű, hogy udvarias, figyelmes és fegyelmezett ember volt, mással kapcsolatban azonban megoszlanak a vélemények. Több beosztottja szerint elbűvölő, kedves, karizmatikus volt – ezzel azonban szemben áll egy 1933-as pártbizottsági jellemzés, amely szerint Saposnyikov „sokoldalú és tájékozott, az egyetlen hiányossága az, hogy nem karakteres személyiség.”[31] Néhányan fennhéjázónak írták le. Tuhacsevszkij sógornője pedig így jellemezte temperamentumos sógorát és a higgadt Saposnyikovot: „a tűzhányó és a jéghegy”.[109]

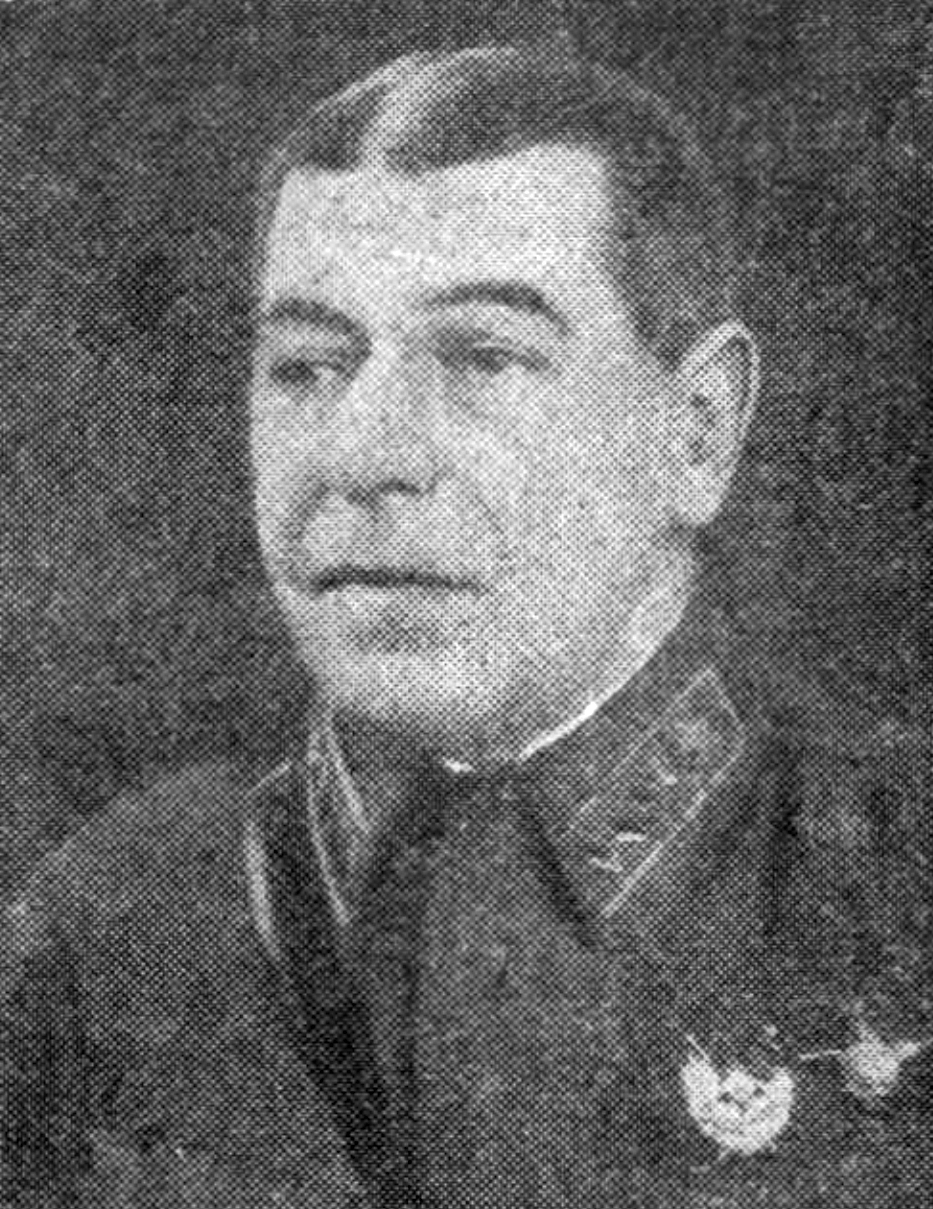
Saposnyikov még komandarmként egy újságkivágáson

- Sztálinnal való kapcsolata jóformán külön szócikket érdemelne, annyira ellentmondásos – bár erről aligha a kiszámítható és megbízható hivatásos katonaember tehetett. Kapcsolatuk kezdetéről keveset tudni, de az biztos, hogy Saposnyikov már a 20-as évek végén, az elsők között jött rá arra, hogy Sztálinnal kapcsolatban rendkívül körültekintőnek kell lenni.[j 36][77] A Vörös Hadseregbeli tisztogatást valószínűleg nemcsak hatalmas szakértelmének, hanem semleges hozzáállásának,[j 37][100] béketűrő természetének és töretlen professzionalizmusának is köszönhetően úszta meg. Elméleti és gyakorlati szakemberként is egyszerűen nélkülözhetetlennek bizonyult. Ennek eredményeként alakult ki egy nagyon furcsa, már-már apa–fiú viszonyra emlékeztető kapcsolat közte és Sztálin között, amelyben bizarr módon a Sztálinnál négy esztendővel fiatalabb Saposnyikovnak jutott az apa szerepe. Sztálin szeretett szembeszállni vele (elég csak a téli háború vagy a nyugati határvonal megerősítése körüli vitákra gondolni), könnyen túlterhelte, és gyakran kinevette régimódi, előkelő, katonás gondolkodása miatt.[j 38][113][100][71] Eközben mégis szinte meghitt viszonyt ápolt vele,[j 39][71][114][100][j 40][115] azt pedig egyenesen elképzelhetetlennek tartotta, hogy akár egyetlen Sztavka-döntés is Saposnyikov jóváhagyása nélkül kerüljön ki a frontparancsnokságokhoz.[71] Sztálin szeretett marsallja temetésén is személyesen részt vett (miközben a saját anyjáén nem[73]); a képeken őszintén megrendültnek látszik.[j 41]
- Önéletrajzát nagyon későn, az utolsó éveiben kezdte papírra vetni. Befejezni sajnos nem tudta. Összesen 11 füzetnyi anyagot hagyott hátra, amelyek gyermekkorától a łódźi hadműveletig mesélik el részletesen és igen plasztikusan a marsall életútját. Az íráshoz ennyi megjegyzést fűzött: „Kiadható halálom után húsz évvel.” Mivel az anyag szerkesztetlen maradt, a kiadó és a marsall fia, Igor Saposnyikov mérnök altábornagy közösen rendezte sajtó alá.[116] A csonkán maradt mű nagyszerű olvasmány: gördülékeny, izgalmas, helyenként meglepően személyes, és a szerző, bár végig megőrzi komolyságát és pontosságát, a szórakoztató anekdotákkal sem fukarkodik. Nagy kár, hogy magyarul csak az utolsó harmada jelent meg. (A korszakban készült többi fontos katonai, többnyire természetesen cenzúrázott visszaemlékezés – például Bugyonnij,[117][118][119] Gorbatov,[120] Rokosszovszkij[121] vagy Zsukov tollából – általában kevésbé olvasmányos, magyarul mégis teljes hosszában kiadták.)
- Önéletírásában egyetlen szót sem ejtett a családjáról[71] – mindössze az apai házról és a testvéreiről számolt be felsorolásszerűen.[4] Ennek ellenére rendkívül fontos volt számára saját kis családja: felesége, az énekesnő Marija Alekszandrovna a moszkvai Nagyszínház szólistája volt,[j 42][122] fia, Igor Boriszovics pedig követte apját a katonai és oktatói pályán: mérnök altábornagy és a hadtudományok doktora lett, valamint professzori címet kapott.[j 43][122][123][124][125]
- Bár önéletrajzában az ellenkezőjét éreztette,[126] köztudomású volt, hogy mélyen vallásos ember. (Maga Sztálin is tisztában volt vele.[127]) Menye visszaemlékezése szerint különböző szentképeket hordott magánál, és mindennap imádkozott a hazájáért és a népéért – ezt a hagyományt halála után a fia vitte tovább.[122][125]
- Érdekes ellentmondás, hogy bár puritán, mélyen hívő, családszerető ember volt, az irodáját igen hedonista stílusban rendezte be: a falakon ismert festők női aktjai függtek, a helyiséget pedig nagyméretű bronz lovasszobrok is díszítették.[122]
- Ő szerepelt a Time magazin 1942. február 16-i számának címlapján.[128]
- Az ő tiszteletére kapta a nevét az 1981-ben vízre bocsátott, Udaloj osztályú romboló, a Marsal Saposnyikov.[129][130]

## Elismerések és kitüntetések
Orosz Birodalom
- Szent Anna-rend, 4. osztály (1914. október 26.), 3. osztály (kardokkal és szalaggal díszítve; 1915), 2. osztály (kardokkal díszítve; 1916. november 1.)
- Szent Vlagyimir-rend, 4. osztály (kardokkal és szalaggal díszítve; 1914. november 2.)
- Szent Sztanyiszlav-rend, 3. osztály (kardokkal és szalaggal díszítve; 1916. július 22.)

Szovjetunió
- Lenin-rend, háromszor (1939. december 31., 1942. október 3., 1945. február 21.)
- Vörös Zászló érdemrend, kétszer (1921. október 14., 1944. november 3.)
- Szuvorov-rend, 1. osztály (1944. február 22.)
- Vörös Csillag érdemrend, kétszer (1934. január 15., 1938. február 22.)
- A Munkás-paraszt Vörös Hadsereg megalakulásának 20. éve emlékérem (1938. február 22.)
- Moszkva Védelméért emlékérem (1944. május 1.)

## Fontosabb művei

### Oroszul
- A lovasság. Esszék (Konnyica: Kavalerijszkije ocserki; Конница: Кавалерийские очерки), 1922
- A Visztulánál: az 1920-as hadjárat történetéhez (Na Viszle: K isztorii kampanyii 1920 goda; На Висле: К истории кампании 1920 года), 1924[131]
- A hadsereg agya (Mozg armii; Мозг армии), 1927–29[132]
- A varsói hadművelet (Varsavszkaja operacija; Варшавская операция), 1933
- A moszkvai csata. A Nyugati Front moszkvai hadművelete, 1941. november 16. – 1942. január 31. (Bitva za Moszkvu. Moszkovszkaja operacija Zapadnovo fronta 16 nojabrja 1941 goda – 31 janvarja 1942 goda; Битва за Москву. Московская операция Западного фронта 16 ноября 1941 г. – 31 января 1942 г.)
- Visszaemlékezések – Hadtudományi írások (Voszpominanyija – vojenno-naucsnije trudi; Воспоминания – военно-научные труды), 1974[133]

### Magyarul
- A hadsereg agya, I-III.; ford. Berki Mihály et al.; Honvédelmi Minisztérium, Bp., 1970
- Hadtudományi írások; ford. Benda Kálmán; Zrínyi, Bp., 1976
- A hadsereg agya (részletek); in: Válogatás szovjet hadtudományi írásokból; vál., szerk. Kocsis Bernát; Zrínyi, Bp., 1984

## A Vörös Hadsereg vezérkari főnökeként
| Előző Mihail Tuhacsevszkij | A Vörös Hadsereg vezérkari főnöke 1928–31 | Következő Alekszandr Jegorov       |
| Előző Alekszandr Jegorov   | A Vörös Hadsereg vezérkari főnöke 1937–40 | Következő Kirill Mereckov          |
| Előző Georgij Zsukov       | A Vörös Hadsereg vezérkari főnöke 1941–42 | Következő Alekszandr Vaszilevszkij |

## Fordítás
- Ez a szócikk részben vagy egészben a Boris Shaposhnikov című angol Wikipédia-szócikk ezen változatának fordításán alapul.  Az eredeti cikk szerkesztőit annak laptörténete sorolja fel. Ez a jelzés csupán a megfogalmazás eredetét és a szerzői jogokat jelzi, nem szolgál a cikkben szereplő információk forrásmegjelöléseként.